# 阿里·哈桑·姆维尼
阿里·哈桑·姆维尼（1925年5月8日—2024年2月29日），坦桑尼亚政治人物，1985年11月5日至1995年11月23日担任坦桑尼亚总统。
| 前任： 朱利叶斯·尼雷尔 | 坦桑尼亚总统 1985年—1995年 | 繼任： 本杰明·姆卡帕 |